# Arroyo de las Vacas
Arroyo de las Vacas – potok w departamencie Colonia w Urugwaju w Ameryce Południowej.
Ma swoje źródła w paśmie Cuchilla Grande Inferior, skąd płynie najpierw na zachód, a potem południowy zachód. Przepływa w pobliżu Costa de las Viboras i El Cerro. Uchodzi do estuarium La Platy w Carmelo.